# Keath Ósk

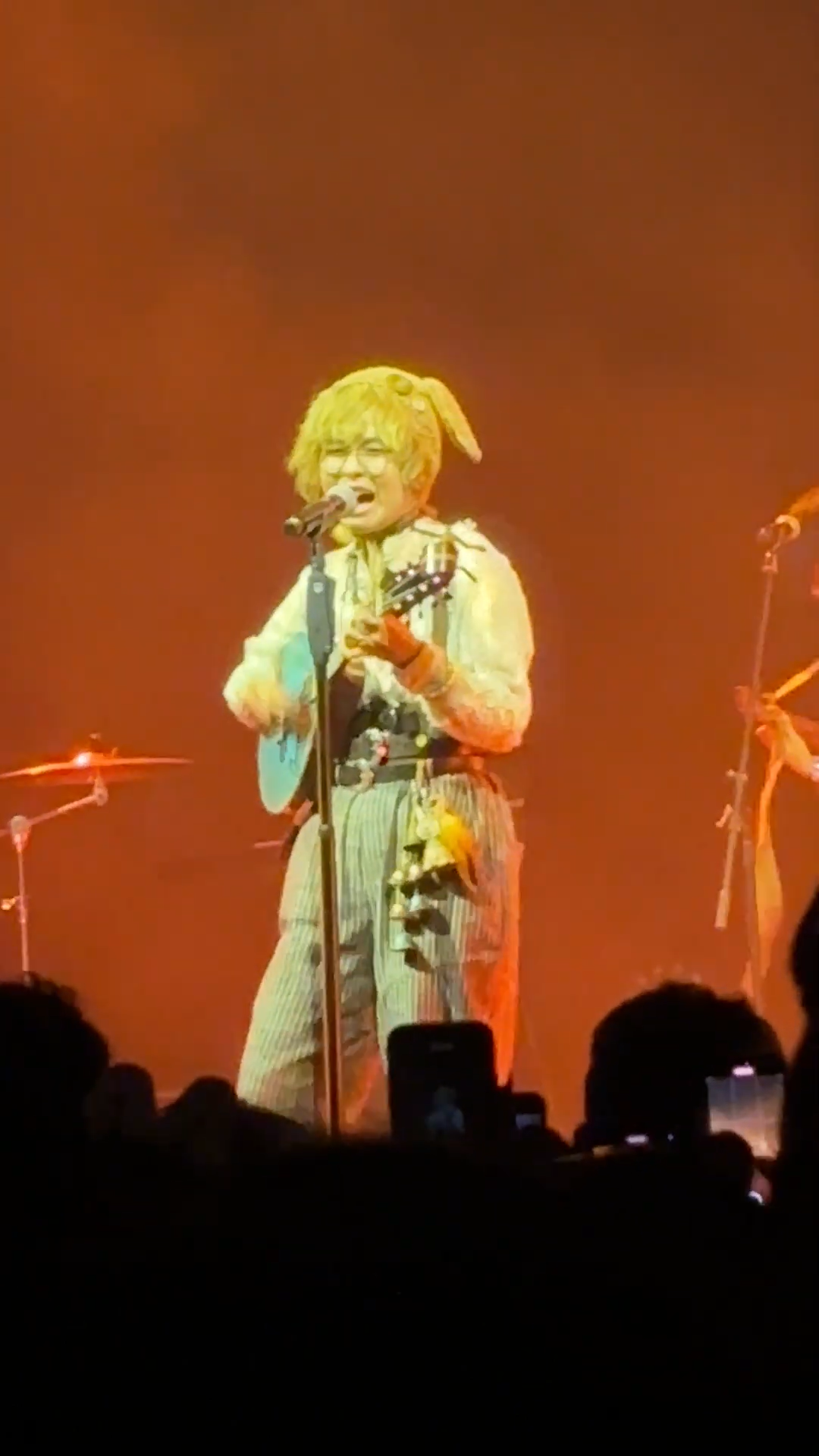
Yaelokre tritt 2025 im New Frontier Theater in Quezon City auf.

Keath Ósk (geb. 4. September) ist eine philippinisch-isländische Singer-Songwriterin und eine Multimedia-Künstlerin. Sie ist bekannt für ihr Folk-Geschichten-Projekt Yaelokre. Keath Ósk begann im Januar 2024, unter dem Projektnamen Musik zu veröffentlichen und wurde im Sommer desselben Jahres mit ihrem Song „Harpy Hare“ auf TikTok viral, stieg in die TikTok Billboard Top 50 ein und führte im selben Jahr die Global Viral Songs Charts von Spotify an.
Bei Live-Shows tritt sie häufig in Rollen auf, wobei mit Tiermasken und Renaissance-Outfits verschiedene Charaktere im Rahmen des Projekts dargestellt werden. Es wurde für Kunstfertigkeit und Stil gelobt, wobei Yaelokre als Vertreter sowohl des Folk Revivals als auch der Original Pilipino Music genannt wurde.

## Leben

### Jugend
Keath Ósk wurde am 4. September als Kind isländischer und philippinischer Eltern geboren. Während der Kindheit brachte ihr ihre Mutter das Gitarrespielen, Klavierspielen und Singen bei, während ihr Vater ihr Fantasy-Geschichten und Märchen vorlas. Unter diesen Einflüssen plante Keath Ósk, ein Studium zu absolvieren und Kindergärtnerin zu werden. Ein zweiter Plan war es, Kinderbuchautor zu werden.

### Karriere
Keath Ósk begann im Januar 2024 im Rahmen eines Storytelling-Projekts namens „Yaelokre“ mit der Veröffentlichung der Single „Harpy Hare“, zu der später ein von Keath Ósk selbst illustriertes Musikvideo erschien; das Projekt wurde von Kara Angan vom philippinischen Magazin Rappler mit Dem Herrn der Ringe verglichen. Das Projekt spielt in einer Welt namens „Meadowlark“ und konzentriert sich auf ein Musikensemble namens „The Lark“ mit vier Charakteren mit Tiermasken namens „Cole“, „Clémente“ (auch bekannt als Clementine), „Peregrine“ (auch bekannt als Perrine) und „Kingsley“, die alle von Keath Ósk gesprochen werden. Die Figuren basieren auf Erfahrungen Keath Ósks während ihrer Kindheit. Bei Live-Auftritten oder Auftritten auf TikTok trägt Keath Ósk Masken, Renaissance-artige Outfits und andere Kleidungsstücke, zum Beispiel einen hasenförmigen Hut, um die Charaktere innerhalb des Projekts darzustellen.
Kristin Robinson von Billboard kommentierte, wie Yaelokre durch die Kombination von Keath Ósks Illustrationen und ihren Liedern die Wiederbelebung der Folkmusik fortsetzt. Robinson verglich das Lied und das dazugehörige Musikvideo zudem mit einer Mischung der Band Gorillaz und den Illustrationen von Maurice Sendak aus dem Buch „Wo die wilden Kerle wohnen“, was ihr großen Beifall einbrachte. Im März desselben Jahres veröffentlichten sie dann ihre Debüt-EP mit dem Titel „Hayfields“, die auch „Harpy Hare“ enthielt. Die EP dient als Auftakt für die Handlung von Yaelokre.

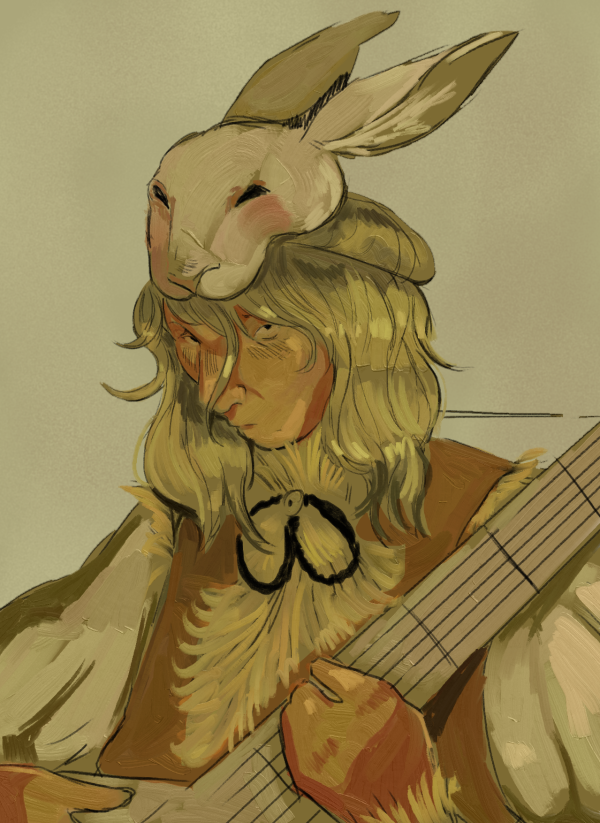
Fan-Art von „Cole“, einem der Larks in der Storyline von Yaelokre.

Die Single ging vier Monate später, im Juli, auf TikTok and YouTube viral. Aufgrund dieser Viralität erstellten Fans eigene Charaktere (original character) basierend auf den Larks, Fan-Art, stellten Theorien über das Setting des Projekts auf und posteten Videos, in denen sie die Choreografie des Musikvideos nachahmten. Am 15. stand der Song neun Tage lang an der Spitze von Spotifys Global Viral Songs Charts, während er sich auch danach in der oberen Hälfte der Charts behauptete und in der Woche ab dem 20. Juli auf Platz 45 der TikTok Billboard Top 50 von Billboard einstieg, bevor er in seiner zweiten Chartwoche auf Platz 34 kletterte. Die offiziellen On-Demand-Streams des Songs in den USA stiegen vom 14. Juni bis 11. Juli auf 557 % und in der folgenden Woche erneut um 186 %. Im April 2025 wurde „Harpy Hare“ auf Spotify über 115 Mio. Mal angehört.
Yaelokre veröffentlichte im September 2024 ihre zweite EP „Songs Of Origin“, welche die Singles „Bird Cage Blue And Yellow“ und „My Farewells To The Fields“ enthielt.
Die komplette Live-Band, bestehend aus Keath Ósk, dem Schlagzeuger Reynaldo Capuno, dem Gitarristen Emil Ortega, dem Schlagzeuger Eugene Rabang und dem Bassisten JD Santos, war eine der Vorgruppen der norwegischen Singer-Songwriterin Aurora während ihres „What Happened to the Earth?“–Tourstopps in Manila. Es war das erste Mal, dass Yaelokre im 3000 Zuschauer fassenden New Frontier Theater auftraten; bei früheren Auftritten der Gruppe waren zwischen 20 und 200 Leute anwesend. In einem Interview mit Rappler vor dem Auftritt meinte Keath Ósk, dass die Viralität ihrer Songs sich schrecklich angefühlt habe, erklärte jedoch, dass „etwas Magisches passiert sei“ („something magical happened“), als ihre Freunde, die ihr bei der Suche nach Yaelokre geholfen hatten, sie daran erinnerten.
Nach Yaelokres Auftritt auf der Tour veröffentlichte sie am 21. Februar zwei neue Singles mit den Titeln „Kid & Leveret“ und am 22. Mai desselben Jahres „Cole’s Response“. Am 27. Mai 2025 kündigten sie mit einem animierten Trailer mit Clemente und Cooper, den Charakteren des Projekts, eine Welttournee namens „Foreword Tour“ an. Mehrere Tourorte in Nordamerika und Europa wurden bekannt gegeben.

## Genre
Außerhalb des Folk wurde Yaelokres Genre auch als Teil der Original Pilipino Music (OPM) beschrieben. Angan erklärte, dass das Projekt in Zukunft eine Rolle spielen werde, „die voller Magie, Mysterien und Wunder ist“. Die Interviewpartnerin Esther Comia kommentierte, sie sei gespannt darauf, Yaelokre live zu hören, da sie zum ersten Mal „einen OPM-Künstler in meinem Alter gesehen habe, der die Art des Geschichtenerzählens beherrscht, die ich anstrebe“ („any OPM artist close to my age do the kind of storytelling I aspire to do“). Rafael Bautista von Nylon Manila bemerkte weiter, dass das „Kreativitätsniveau“ von Keath Ósks Stil bei OPM selten anzutreffen sei, und beschrieb ihre Arbeit aufgrund des Stils und der Handlung des Projekts als „wunderbar und magisch“.

## Diskografie

### EPs
- 2024: Hayfields[15]
- 2024: Songs of Origin[16]

### Singles
- 2024: Harpy Hare (Hayfields)
- 2025: Kid & Leveret
- 2025: Cole’s Response